# Рокмарт (Джорджія)
Рокмарт (англ. Rockmart) — місто (англ. city) в США, в окрузі Полк штату Джорджія. Населення — 4732 особи (2020).

## Географія
Рокмарт розташований за координатами 34°0′30″ пн. ш. 85°2′36″ зх. д. / 34.00833° пн. ш. 85.04333° зх. д. (34.008245, -85.043411).  За даними Бюро перепису населення США в 2010 році місто мало площу 14,79 км², з яких 14,60 км² — суходіл та 0,19 км² — водойми.

## Демографія
Згідно з переписом 2010 року, у місті мешкало 4199 осіб у 1656 домогосподарствах у складі 1100 родин. Густота населення становила 284 особи/км².  Було 1899 помешкань (128/км²).
Расовий склад населення:
| - 74,4 % — білих - 20,8 % — чорних або афроамериканців - 0,9 % — азіатів - 0,3 % — корінних американців - 1,6 % — осіб інших рас |

До двох чи більше рас належало 2,0 %. Частка іспаномовних становила 2,6 % від усіх жителів.
За віковим діапазоном населення розподілялося таким чином: 26,9 % — особи молодші 18 років, 60,5 % — особи у віці 18—64 років, 12,6 % — особи у віці 65 років та старші. Медіана віку мешканця становила 35,3 року. На 100 осіб жіночої статі у місті припадало 89,7 чоловіків;  на 100 жінок у віці від 18 років та старших — 84,3 чоловіків також старших 18 років.
Середній дохід на одне домашнє господарство  становив 41 677 доларів США (медіана — 32 008), а середній дохід на одну сім'ю — 49 357 доларів (медіана — 35 263). Медіана доходів становила 37 724 долари для чоловіків та 32 065 доларів для жінок. За межею бідності перебувало 23,0 % осіб, у тому числі 50,3 % дітей у віці до 18 років та 3,2 % осіб у віці 65 років та старших.
Цивільне працевлаштоване населення становило 1735 осіб. Основні галузі зайнятості: виробництво — 24,3 %, мистецтво, розваги та відпочинок — 17,5 %, роздрібна торгівля — 17,1 %.